# Philip Slone
Philip Slone (ur. 20 stycznia 1907 w Nowym Jorku, zm. 4 listopada 2003 w West Palm Beach) – amerykański piłkarz, reprezentant kraju, grający na pozycji pomocnika. 

## Kariera piłkarska
Slone podpisał kontrakt z New York Hakoah z Eastern Soccer League w 1928, rozpoczynając swoją dwunastoletnią karierę zawodową. Wraz z zespołem sięgnął do National Challenge Cup w sezonie 1928/29. 
Liga ESL została po sezonie zlikwidowana i wchłonięta przez American Soccer League. Właścicielem New York Hakoah był Maurice Vandeweghe, który był także właścicielem drużyny New York Giants z ligi ASL. Fuzja ESL i ASL oznaczała, że Vandeweghe był teraz właścicielem drużyn z tej samej ligi. Regulamin ligi tego zabraniał, więc Vandeweghe sprzedał Hakoah. Kiedy to zrobił, Slone został zawodnikiem drugiej drużyny Vandeweghe, Giants.
W kolejnym sezonie występował w Hakoah All-Stars, który powstał w wyniku połączenia jego starego zespołu, New York Hakoah, z  Brooklyn Hakoah. Następnie Slone przeniósł się do New York Brookhattan. W drużynie tej występował aż do przejścia na emeryturę w 1940.

## Kariera reprezentacyjna
Slone został powołany na pierwsze w historii Mistrzostwa Świata. Podczas turnieju rozgrywanego w Urugwaju, Slone pełnił rolę zawodnika rezerwowego. Mistrzostwa Amerykanie zakończyli na 3. miejscu. 
Jedyny raz w drużynie narodowej zagrał 17 sierpnia 1930 w przegranym 3:4 meczu towarzyskim z Brazylią. 
| Mecze i gole w reprezentacji | Mecze i gole w reprezentacji | Mecze i gole w reprezentacji | Mecze i gole w reprezentacji | Mecze i gole w reprezentacji | Mecze i gole w reprezentacji | Mecze i gole w reprezentacji |
| #                            | Data                         | Miasto                       | Przeciwnik                   | Gol                          | Wynik                        | Rozgrywki                    |
| ---------------------------- | ---------------------------- | ---------------------------- | ---------------------------- | ---------------------------- | ---------------------------- | ---------------------------- |
| 1.                           | 17.08.1930                   | Rio de Janeiro               | Brazylia                     |                              | 3:4                          | towarzyski                   |

## Sukcesy
Stany Zjednoczone
- Mistrzostwa Świata 1930: 3. miejsce

New York Hakoah
- National Challenge Cup (1): 1928/29